# Cape St. Mary's
Cape St. Mary's är en udde i Kanada.   Den ligger i provinsen Newfoundland och Labrador, i den östra delen av landet, 1 700 km öster om huvudstaden Ottawa.
Terrängen inåt land är platt. Havet är nära Cape St. Mary's åt sydväst. Trakten är glest befolkad. Närmaste större samhälle är St. Bride's, 11,4 km norr om Cape St. Mary's. 